# Catan – Baden-Württemberg-Edition
Die Siedler von Catan – Baden-Württemberg-Edition ist eine im Frühjahr 2012 erschienene Edition der Siedler von Catan von Klaus Teuber, die zunächst nur über den Onlineshop des Landes Baden-Württemberg erhältlich war. Die Edition erschien zum Jubiläumsjahr „60 Jahre Baden-Württemberg“. Wie bei der Deutschland-Edition können die Spieler das Bundesland im Südwesten Deutschlands besiedeln sowie auch wichtige Wahrzeichen errichten, zum Beispiel den Stuttgarter Fernsehturm, das Ulmer und das Freiburger Münster, das auch in der Deutschland-Edition gebaut werden kann, oder das Heidelberger Schloss. Die Wahrzeichen sind aber nicht als dreidimensionale Miniaturen enthalten, sondern als Holzteile, deren Konturen angenähert dem Wahrzeichen entsprechen. Der Räuber wird durch den Erfinder ersetzt. Der beiliegende Almanach beginnt mit einem Vorwort des Ministerpräsidenten Winfried Kretschmann. Entwicklungskarten, Anleitung und Almanach sind in zwei Sprachen enthalten: Hochdeutsch und Englisch. Im Herbst 2012 erschien zudem bei Kosmos die frei verkäufliche Version "Baden-Württemberg Catan", bei der die Holzfiguren durch Kunststofffiguren bzw. Pappaufsteller (Wahrzeichen) ersetzt sind.

## Inhalt
- 116 Karten:
  - 90 Rohstoffkarten (in der Landesausgabe zudem ein Kartensatz in Englisch)
  - 26 Entwicklungskarten
    - 14× Erfindung (entsprechen den üblichen Ritterkarten)
    - 7 Fortschrittskarten
      - 2× Straßenbau
      - 2× Erfolgreiche Erfindung
      - 3× Handel

    - 5 Errungenschaften = Siegpunkte (Berühmte Ahnen, Erfindergeist, Forscherdrang, Geniesserland, Umweltbewusstsein)

  - 4 Baukosten-/Spielstartkarten
- 1 Stanztableau (nur in der Kosmos-Ausgabe):
  - 12 Wahrzeichen (als Holzfiguren in der Landesausgabe)
  - 1 Erfinder (als Holzfiguren in der Landesausgabe)
  - 4 Baukostenkarten
- 128 Figuren aus Kunststoff (Kosmos-Ausgabe) oder Holz (Landesausgabe)
  - 80 Straßen
  - 48 Rathäuser
- 2 Kartenhalter (samtbezogen in der Landesausgabe)
- 2 Würfel
- 13 Standfüße (nur in der Kosmos-Ausgabe)
- Anleitung (4 Seiten DIN-A4-Breite, in der Landesausgabe zudem in Englisch)
- Almanach (20 DIN-A5-Seiten, in der Landesausgabe zudem in Englisch)

## Beschreibung
Der Spielmechanismus ist gegenüber den bekannten Catan-Spielen etwas vereinfacht. Jeder Spieler startet mit 3 Rathäusern und baut Straßen zu den üblichen Kosten zu Städten, in denen er neue Rathäuser bauen kann. An 14 Stellen können zudem Wahrzeichen (Holzfiguren bzw. Pappkärtchen mit Standfuß) für 2 Erz und 1 Getreide gebaut werden und dem Erbauer einen Siegpunkt und eine Belohnung bringen. Dies können eine Straße, zwei Rohstoffe oder eine Entwicklungskarte sein. Für die „Längste Handelsstraße“ und als „Größter Erfinder“ darf man ein Rathaus auf ein Siegpunktfeld am Spielfeldrand stellen. Sieger des Spieles ist, wer bei 3 Spielern zuerst mindestens 12 und bei 4 Spielern zuerst mindestens 10 Siegpunkte erreicht hat.

### Wesentliche Unterschiede zum bekannten Catan-Spiel
- In der Gründungsphase werden keine Straßen gebaut.
- Rathäuser können nur dort gebaut werden, wo auf dem Spielplan eine Stadt eingezeichnet ist.
- Straßen dürfen hinter Städten erst weiter gebaut werden, wenn dort ein Rathaus oder Wahrzeichen gebaut wurde.
- Die Abstandsregel gibt es nicht. Aber nur Heilbronn und Mosbach sowie einige Plätze für Wahrzeichen und Städte sind nur eine Straße voneinander entfernt.
- Der Entwicklungskartensatz enthält drei Karten "Handel", die es einem Spieler erlauben, in einem Zug beliebig oft 2 gleiche Rohstoffe in einen anderen Rohstoff zu tauschen. Bei jedem Tausch kann dabei ein anderes Rohstoffpaar gewählt werden. Dafür gibt es keine Häfen auf dem Spielplan.
- Mit der Bank kann generell 3:1 getauscht werden.

### Wesentliche Unterschiede zur Deutschland-Edition
- Der Entwicklungskartensatz enthält 5 statt 3 Siegpunktkarten.

## Gewürdigte Erfindungen und Persönlichkeiten
- Erfindungskarten:
  - Automobil – Carl Benz – 1886
  - Büstenhalter – Sigmund Lindauer – 1912
  - Dauerwelle – Karl Ludwig Nessler – 1906
  - Draisine – Karl Freiherr von Drais – 1817
  - Dübel – Artur Fischer – 1958
  - Einmann-Benzin-Motorsäge – Andreas Stihl – 1950
  - Erstes tragbares Telefon – Carl und Wilhelm Emil Fein – 1885
  - Kunstharz-Klebstoff – August Fischer – 1932
  - Rechenmaschine – Wilhelm Schickard – 1623
  - Papiertaschentuch – Gottlob Krum – 1894
  - Spaghettieis – Dario Fontanella – 1969
  - Streichholz – Friedrich Kammerer – 1832
  - Zeppelin – Ferdinand Graf von Zeppelin – 1900
  - Zündkerze – Gottlob Honold – 1902
- Siegpunkt Berühmte Ahnen:
  - Aenne Burda
  - Gottlieb Daimler
  - Albert Einstein (in der Kosmos-Ausgabe auch als Erfinder)
  - Sepp Herberger
  - Johannes Kepler
  - Margarete Steiff